# Carlos Taberner
Carlos Taberner (* 8. August 1997 in Valencia) ist ein spanischer Tennisspieler.

## Karriere
Carlos Taberner begann mit 8 Jahren Tennis zu spielen. Bereits auf der ITF Junior Tour spielte er zwischen 2012 und 2015 etwa 60 Matches, von denen er 40 gewinnen konnte. Seine beste Platzierung in der Junior-Weltrangliste war ein 92. Rang.
Auf der Profi-Tour trat er regelmäßig ab 2014 auf der drittklassigen ITF Future Tour in Erscheinung, anfangs ohne mehr als einen Sieg in Folge.
2015 erreichte er seine ersten zwei Halbfinals auf selbiger Tour und konnte das Jahr damit erstmals in der Top 1000 der Weltrangliste abschließen. Im Folgejahr steigerte der Spanier sich deutlich. Aus insgesamt acht Finalteilnahmen bei Futures resultierten drei Titel. Ende des Jahres konnte er wegen seines besseren Rankings an der Qualifikation von Turnieren der ATP Challenger Tour teilnehmen. In Casablanca konnte er sich für sein erstes Challenger-Hauptfeld qualifizieren. Das Jahr beendete er auf Rang 340 im Einzel respektive 449 im Doppel.
2017 startete Taberner mit dem Ziel das Jahr über so viele Challengers wie möglich zu spielen. Sein erstes gutes Ergebnis in dieser Kategorie erreichte er im Mai in Shymkent, wo er drei Matches in Folge glatt gewann und erst im Halbfinale Yannick Hanfmann unterlag. Exakt das gleiche Bild ergab sich zwei Monate später in San Benedetto. Diesmal verlor er im Halbfinale gegen Laslo Đere. Darüber hinaus gelang ihm, an der Seite von Pol Toledo Bagué, im Doppel seinen ersten Challenger-Titel zu gewinnen. Im September schaffte Taberner zwei Wochen in Folge das Finale im Einzel zu erreichen. Dort verlor er jeweils – in Banja Luka gegen Maximilian Marterer und in Hermannstadt gegen Cedrik-Marcel Stebe – gegen einen Deutschen. Das Jahr beendete er auf Rang 181 erstmals in den Top 200.
Anfang 2018 gelang Taberner in Montpellier erstmals die Qualifikation für ein Turnier der ATP World Tour. Zum Auftakt der Hauptrunde besiegte er auch Norbert Gombos und verlor im Achtelfinale Lucas Pouille.

## Erfolge
| Legende (Anzahl der Siege)  |
| Grand Slam                  |
| ATP World Tour Finals       |
| ATP World Tour Masters 1000 |
| ATP World Tour 500          |
| ATP World Tour 250          |
| ATP Challenger Tour (10)    |

### Einzel

#### Turniersiege
| Nr. | Datum              | Turnier              | Belag | Finalgegner                | Ergebnis       |
| --- | ------------------ | -------------------- | ----- | -------------------------- | -------------- |
| 1.  | 20. September 2020 | Iași                 | Sand  | Mathias Bourgue            | 6:4, 7:64      |
| 2.  | 7. Februar 2021    | Antalya              | Sand  | Jaume Munar                | 6:4, 6:1       |
| 3.  | 20. Juni 2021      | Aix-en-Provence      | Sand  | Manuel Guinard             | 6:2, 6:2       |
| 4.  | 24. Oktober 2021   | Lošinj               | Sand  | Marco Cecchinato           | kampflos       |
| 5.  | 13. März 2022      | Roseto degli Abruzzi | Sand  | Nuno Borges                | 6:2, 6:3       |
| 6.  | 26. August 2023    | Augsburg             | Sand  | Oriol Roca Batalla         | 6:4, 6:4       |
| 7.  | 17. August 2024    | Todi                 | Sand  | Santiago Rodríguez Taverna | 6:4, 6:3       |
| 8.  | 23. März 2025      | Murcia               | Sand  | Jesper de Jong             | 7:63, 4:6, 6:2 |
| 9.  | 21. Juni 2025      | Sassuolo             | Sand  | Dušan Lajović              | 7:61, 6:2      |

#### Finalteilnahmen
| Nr. | Datum         | Turnier | Belag | Finalgegner     | Ergebnis |
| --- | ------------- | ------- | ----- | --------------- | -------- |
| 1.  | 27. Juli 2025 | Umag    | Sand  | Luciano Darderi | 3:6, 3:6 |

### Doppel

#### Turniersiege
| Nr. | Datum         | Turnier       | Belag | Partner          | Finalgegner                 | Ergebnis |
| --- | ------------- | ------------- | ----- | ---------------- | --------------------------- | -------- |
| 1.  | 22. Juli 2017 | San Benedetto | Sand  | Pol Toledo Bagué | Flavio Cipolla Adrian Ungur | 7:5, 6:4 |

## Abschneiden bei Grand-Slam-Turnieren

### Einzel
| Turnier         | 2018 | 2019 | 2020 | 2021 | 2022 | 2023 | 2024 | 2025 | Karriere |
| --------------- | ---- | ---- | ---- | ---- | ---- | ---- | ---- | ---- | -------- |
| Australian Open | Q2   | —    | Q1   | Q2   | 1    | Q2   | —    | Q2   | 1        |
| French Open     | 1    | —    | Q2   | 1    | 1    | —    | —    | Q1   | 1        |
| Wimbledon       | —    | —    |      | Q2   | 1    | —    | —    | Q1   | 1        |
| US Open         | —    | —    | —    | 1    | Q2   | —    | —    |      | 1        |

Zeichenerklärung: S = Turniersieg; F, HF, VF, AF = Einzug ins Finale / Halbfinale / Viertelfinale / Achtelfinale; 1, 2, 3 = Ausscheiden in der 1. / 2. / 3. Hauptrunde; Q1, Q2, Q3 = Ausscheiden in der 1. / 2. / 3. Qualifikationsrunde; nicht ausgetragen